# Majdan Radliński
Majdan Radliński – wieś w Polsce położona w województwie lubelskim, w powiecie lubelskim, w gminie Borzechów.
W latach 1975–1998 miejscowość administracyjnie należała do ówczesnego województwa lubelskiego.
W centralnej części wsi stoi kaplica pw. M.B. Częstochowskiej. 
Wieś stanowi sołectwo gminy Borzechów. Według Narodowego Spisu Powszechnego z roku 2011 wieś liczyła 121 mieszkańców.

## Historia
Majdan Stary zwany w wieku XIX także Radliński, wieś w dobrach Radlin. W skład dóbr wchodziły przed 1864 rokiem wsie: Radlin osad 27, z gruntem mórg 484, Łopiennik osad 11, z
gruntem mórg 240, Zakącie osad 7, z gruntem mórg 53, Majdan Stary alias Radliński osad 27, z gruntem mórg 196, Ludwinów osad 41, mórg 317, wieś Kazimirów osad 10, mórg 84.